# Ursula Konzett
Ursula Konzett (* 16. November 1959 in Grabs) ist eine ehemalige Liechtensteiner Skirennläuferin. Sie war Ende der 1970er und Anfang der 1980er Jahre eine der besten Slalom- und Riesenslalomläuferinnen der Welt.
Konzett nahm erstmals im März 1977 an einem Weltcuprennen teil. Ihre grössten Erfolge feierte sie zwischen 1982 und 1984, als sie die beiden einzigen Weltcupsiege ihrer Karriere holte und sowohl bei den Alpinen Skiweltmeisterschaften (im Riesenslalom) wie auch bei den Olympischen Winterspielen (im Slalom) jeweils eine Bronzemedaille gewann. Nach den Weltmeisterschaften 1985 beendete Konzett ihre Karriere.
1977 und 1982 wurde sie in Liechtenstein jeweils zur Sportlerin des Jahres gewählt. Im Jahr 2008 war sie neben Paul Frommelt einer der beiden Empfänger des Goldenen Lorbeerblattes, der höchsten sportlichen Auszeichnung Liechtensteins.
Ihr Bruder Mario Konzett war ebenfalls als Skirennläufer bei den Olympischen Winterspielen 1984 aktiv.

## Weltcupsiege
| Datum           | Ort               | Land        | Disziplin |
| --------------- | ----------------- | ----------- | --------- |
| 22. Januar 1982 | Lenggries         | Deutschland | Slalom    |
| 3. März 1982    | Waterville Valley | USA         | Slalom    |